# Герасименко, Алексей Петрович
Алексей Петрович Герасименко (род. 17 декабря 1970, Таганрог, СССР) — советский и российский футболист, нападающий. Выступал за сборную России.

## Биография
Известен по выступлениям за российские футбольные клубы «Кубань» Краснодар, «Ротор», «Ростсельмаш», «Шинник».
По окончании сезона 1997 получил приглашение в украинское «Динамо» Киев. После недолгих переговоров согласился на переход. В составе «Динамо» становился многократным чемпионом Украины и обладателем национального кубка.
После того, как летом 2004 года Герасименко из-за травмы покинул краснодарскую «Кубань», он фактически завершил свою игровую карьеру. В январе 2006 года проходил просмотр на предсезонных сборах в клубе «Ростов», в котором уже выступал в середине 90-х, однако руководство клуба приняло решение не прибегать к услугам игрока.
Всего в высшей лиге чемпионата России в составе 4 команд сыграл 129 матчей, забил 22 мяча.
Работал селекционером в структуре киевского «Динамо» и «Краснодара».
Окончил ВШТ (2005).
В июле 2021 года был заявлен главным тренером «Краснодара-2», однако де-факто стал исполнять обязанности главного тренера Александр Сторожук, а затем — Александр Хромыков (при отсутствии соответствующей лицензии официально главным тренером считаться нельзя).
Герасименко также является главным тренером городской команды Кубанского государственного университета.

## Карьера в сборной
Сыграл 7 матчей в составе сборной России:
- 10 февраля 1997. Международный турнир. Швейцария — Россия 1:2. 76 мин, был заменён / «Ростсельмаш»
- 12 марта 1997. Товарищеский матч. Югославия — Россия 0:0. 5 мин, вышел на замену / «Ростсельмаш»
- 29 марта 1997. Отборочный матч ЧМ-1998. Кипр — Россия 1:1. 22 мин, вышел на замену / «Ростсельмаш»
- 25 марта 1998. Товарищеский матч. Россия — Франция 1:0. 90 мин / «Динамо» Киев
- 22 апреля 1998. Товарищеский матч. Россия — Турция 1:0. 45 мин, вышел на замену / «Динамо» Киев
- 27 мая 1998. Товарищеский матч. Польша — Россия 3:1. 80 мин, был заменён;  8′ — 1:1 / «Динамо» Киев
- 10 октября 1998. Отборочный матч Евро-2000. Россия — Франция 2:3. 31 мин, вышел на замену / «Динамо» Киев

## Достижения
- Чемпион Украины (4): 1998, 1999, 2000, 2001
- Обладатель Кубка Украины (3): 1998, 1999, 2000
- Серебряный призёр чемпионата России (1): 1993 (в составе ФК «Ротор»)
- В списках 33-х лучших футболистов чемпионата России (2): № 2 — 1996, 1997
- Лучший бомбардир клуба «Ростсельмаш» в чемпионате России 1997 года — 8 голов
- Лучший бомбардир второго дивизиона России в 1995 году — 30 голов в 39 матчах (в составе ФК «Кубань»)
- Лучший бомбардир «Кубани» за один сезон в российский период истории клуба — 30 голов (в 39 матчах в сезоне 1995 года)

## Семья
Сын Артём тоже футболист, с августа 2018 года выступает в составе возрождённой болельщиками и бывшими игроками клуба команды «Кубань».